# Bedan Karoki Muchiri
Bedan Karoki Muchiri, född 21 augusti 1990, är en kenyansk långdistanslöpare.
Karoki Muchiri tävlade för Kenya vid olympiska sommarspelen 2012 i London, där han slutade på femteplats på 10 000 meter.  Vid olympiska sommarspelen 2016 i Rio de Janeiro slutade Karoki Muchiri på sjundeplats på 10 000 meter.